# Премьер-Кубок Европы по софтболу среди женщин
Премьер-Кубок Европы (англ. European Premiere Cup) — ежегодный софтбольный турнир с участием ведущих женских европейских клубов. До 2017 проходил под эгидой Европейской федерации софтбола ежегодно с 1978 года. С 2018 — WBSC Европа. До 2013 назывался Кубок Европы. С 2014 носит нынешнее название. Аналогичное мужское соревнование — Суперкубок Европы.

## Общая информация
В 1978 году состоялся первый розыгрыш женского Кубка Европы по софтболу, ставший первым международным соревнованием по этому виду спорта, как среди клубных так и среди сборных команд Европы.
Страна, представитель которой является действующим обладателем Кубка, заявляет в розыгрыш две команды, остальные страны — по одной. В 1993—2013 все участники были разделены на два дивизиона — А и В. Страна, чей представитель побеждал в дивизионе В, в следующем розыгрыше получала возможность заявить своего чемпиона в дивизион А. С 2014 дивизион А переименован в Премьер-Кубок, а дивизион В — в Кубок Европы.
Турнир традиционно проходит в августе или сентябре в одном городе. В 2024 году 10 команд-участниц на 1-м групповом этапе были разделены на 2 группы, в которых играли в один круг. По три лучшие команды вышли во 2-й групповой этап, где играли с учётом матчей между командами из одной группы 1-го этапа. Две лучшие команды в финале разыграли почётный трофей, 3-я и 4-я команды — бронзовые награды. В финале нидерландская «Олимпия» (Харлем) победила итальянскую команду «Италпоза» (Форли) 6:2. 

## Призёры
Чаще всего в розыгрыше Кубка побеждали команды Нидерландов — 28 раз, из которых «Террасвогел» — 9,«Харлем Спаркс»/«Олимпия» — 8, ХКАВ — 7, «Блумендал» и «Текс Таун Тайгерс» — по 2. 17 побед на счету команд из Италии — «Мачерата» (4), «Форли» (5), «Буссоленго» (3), «Лацио» (1), «Леньяно» (1), «Ла Лоджа» (1), «Боллате» (1). По одному разу побеждали команды из Чехии («Иглз») и Австрии («Дорнбирн Шаркс»).
| Год                  | Город                       | Золото                                 | Серебро                                | Бронза                          |
| Кубок Европы         |                             |                                        |                                        |                                 |
| 1978                 | Харлем                      | «Террасвогелс» (Сантпорт-Зёйд)         | ДСС (Харлем)                           | «Керодекс» (Боллате)            |
| 1979                 | Харлем                      | ХХК (Харлем)                           | «Террасвогелс» (Сантпорт-Зёйд)         | «Керодекс» (Боллате)            |
| 1980                 | Брасхат                     | «Террасвогелс» (Сантпорт-Зёйд)         | ХХК (Харлем)                           | «Дженерал Моторс» (Антверпен)   |
| 1981                 | Финале-Лигуре               | «Террасвогелс» (Сантпорт-Зёйд)         | «Керодекс» (Боллате)                   | ХХК (Харлем)                    |
| 1982                 | Финале-Лигуре               | «Блумендал»                            | «Террасвогелс» (Сантпорт-Зёйд)         | «Керодекс» (Боллате)            |
| 1983                 | Харлем                      | «Террасвогелс» (Сантпорт-Зёйд)         | «Лацио» (Рим)                          | «Блумендал»                     |
| 1984                 | Нейнен                      | «Террасвогелс» (Сантпорт-Зёйд)         | ДСС (Харлем)                           | «Лацио» (Рим)                   |
| 1985                 | Рим                         | «Террасвогелс» (Сантпорт-Зёйд)         | «Сан-Саба» (Рим)                       | ХХК (Харлем)                    |
| 1986                 | Остерхаут                   | «Террасвогелс» (Сантпорт-Зёйд)         | ХКАВ (Бюссюм)                          | «Лацио» (Рим)                   |
| 1987                 | Рим                         | «Блумендал»                            | «Террасвогелс» (Сантпорт-Зёйд)         | «Лацио» (Рим)                   |
| 1988                 | Антверпен                   | «Коккер-ХКАВ» (Бюссюм)                 | «Блумендал»                            | «Лександ»                       |
| 1989                 | Парма                       | «Сталлер-Террасвогелс» (Сантпорт-Зёйд) | «Крочетта» (Парма)                     | «Коккер-ХКАВ» (Бюссюм)          |
| 1990                 | Сантпорт-Зёйд               | «Коккер-ХКАВ» (Бюссюм)                 | «Сталлер-Террасвогелс» (Сантпорт-Зёйд) | «Крочетта» (Парма)              |
| 1991                 | Рим                         | «Лацио» (Рим)                          | «Сталлер-Террасвогелс» (Сантпорт-Зёйд) | «Коккер-ХКАВ» (Бюссюм)          |
| 1992                 | Прага                       | «Коккер-ХКАВ» (Бюссюм)                 | «Боллате»                              | «Лацио» (Рим)                   |
| 1993                 | Ницца                       | ХКАВ (Бюссюм)                          | «Гамбро Твинс» (Остерхаут)             | «Порта-Мортара» (Новара)        |
| 1994                 | Бюссюм                      | ХКАВ (Бюссюм)                          | «Буссоленго»                           | «Террасвогелс» (Сантпорт-Зёйд)  |
| 1995                 | Антверпен                   | ХКАВ (Бюссюм)                          | «Буссоленго»                           | «Гамбро Твинс» (Остерхаут)      |
| 1996                 | Буссоленго                  | «Террасвогелс» (Сантпорт-Зёйд)         | ХКАВ (Бюссюм)                          | «Буссоленго»                    |
| 1997                 | Харлем                      | «Форли»                                | «Террасвогелс» (Сантпорт-Зёйд)         | «Спаркс Харлем» (Харлем)        |
| 1998                 | Форли                       | «Коккер-ХКАВ» (Бюссюм)                 | «Форли»                                | «Боллате»                       |
| 1999                 | Бюссюм                      | «Мачерата»                             | «Террасвогелс» (Сантпорт-Зёйд)         | «Коккер-ХКАВ» (Бюссюм)          |
| 2000                 | Мачерата                    | «Мачерата»                             | «Ривас-Васьямадрид»                    | «Карусель» (Тучково)            |
| 2001                 | Сантпорт-Зёйд               | «Мачерата»                             | «Фьорини» (Форли)                      | «Террасвогелс» (Сантпорт-Зёйд)  |
| 2002                 | Мачерата                    | «Фьорини» (Форли)                      | «Спаркс Харлем» (Харлем)               | «Мачерата»                      |
| 2003                 | Форли                       | «Спаркс Харлем» (Харлем)               | «Карусель» (Тучково)                   | «Фьорини» (Форли)               |
| 2004                 | Виладеканс                  | «Спаркс Харлем» (Харлем)               | «Санотинит» (Боллате)                  | «Дорнбирн Шаркс» (Дорнбирн)     |
| 2005                 | Мачерата                    | «Фаби-Мачерата» (Мачерата)             | «Спаркс Харлем» (Харлем)               | «Террасвогелс» (Сантпорт-Зёйд)  |
| 2006                 | Боллате                     | «Фаби-Мачерата» (Мачерата)             | «Спаркс Харлем» (Харлем)               | «Боллате»                       |
| 2007                 | Харлем                      | «Фьорини» (Форли)                      | «Моска-Мачерата» (Мачерата)            | «Спаркс Харлем» (Харлем)        |
| 2008                 | Прага                       | «Леньяно»                              | «Дорнбирн Шаркс» (Дорнбирн)            | «Фьорини» (Форли)               |
| 2009                 | Леньяно                     | «Дорнбирн Шаркс» (Дорнбирн)            | «Карусель» (Тучково)                   | «Фьорини» (Форли)               |
| 2010                 | Харлем                      | «Текс Таун Тайгерс» (Энсхеде)          | «Казерта»                              | «Дорнбирн Шаркс» (Дорнбирн)     |
| 2011                 | Казерта                     | «Текс Таун Тайгерс» (Энсхеде)          | «Дорнбирн Шаркс» (Дорнбирн)            | «Казерта»                       |
| 2012                 | Энсхеде                     | «Спаркс Харлем» (Харлем)               | «Казерта»                              | «Текс Таун Тайгерс» (Энсхеде)   |
| 2013                 | Прага                       | «Иглз» (Прага)                         | «Спаркс Харлем» (Харлем)               | «Казерта»                       |
| Премьер-Кубок Европы |                             |                                        |                                        |                                 |
| 2014                 | Монтегранаро                | «Ла-Лоджа»                             | «Юдрс» (Прага)                         | «Иглз» (Прага)                  |
| 2015                 | Прага                       | «Буссоленго»                           | «Ла-Лоджа»                             | «Спаркс Харлем» (Харлем)        |
| 2016                 | Ронки-деи-Леджонари         | «Спаркс Харлем» (Харлем)               | «Юдрс» (Прага)                         | «Форли»                         |
| 2017                 | Харлем                      | «Буссоленго»                           | «Террасвогелс» (Сантпорт-Зёйд)         | «Юдрс» (Прага)                  |
| 2018                 | Форли                       | «Буссоленго»                           | «Жралоци» (Леденице)                   | «Форли»                         |
| 2019                 | Боллате                     | «Боллате»                              | «Буссоленго»                           | «Олимпия» (Харлем)              |
| 2021                 | Буттрио, Кастьонс-ди-Страда | «Форли»                                | «Боллате»                              | «Руф» (Мургестел)               |
| 2022                 | Буттрио                     | «Олимпия» (Харлем)                     | «Форли»                                | «Боллате»                       |
| 2023                 | Саронно, Леньяно            | «Олимпия» (Харлем)                     | «Саронно»                              | «Бонн Капиталс» (Бонн)          |
| 2024                 | Буттрио, Кастьонс-ди-Страда | «Олимпия» (Харлем)                     | «Италпоза» (Форли)                     | «Весселинг Ферминс» (Весселинг) |